# 후나즈시
후나즈시(일본어: 鮒寿司)는 일본의 발효 식품인 나레즈시(일본어: なれずし)의 일종으로, 붕어를 이용해 만드는 삭힌 초밥이다. 시가현의 향토 요리다. 비와호(琵琶湖)의 고유종인 니고로부나(ニゴロブナ, 학명: Carassius buergeri grandoculis)로 만든 후나즈시가 맛이 좋기로 유명하다. 수컷 암컷 모두 사용되지만, 알을 밴 암컷을 사용한 것이 비교적 비싸게 팔린다.

## 만드는 방법
붕어의 내장을 전부 제거하고 소금에 3개월 정도 절인 다음, 물에 담가 소금기를 제거하고 내장이 있던 자리에 밥을 채운 다음 큰 통에 밥과 소금에 절인 붕어를 넣어 1년에서 2년 동안 발효시킨다. 발효가 끝난 붕어초밥에서 밥을 제거하고 썰어서 그냥 먹거나, 차를 넣어 먹는 일종의 국밥인 오차즈케(お茶漬け)의 형태로 먹는다.

## 같이 보기
- 수르스트뢰밍
- 홍어회
- 그라브락스
- 키비악